# Carcross
Carcross är en ort i Kanada.   Den ligger i territoriet Yukon, i den västra delen av landet, 4 100 km väster om huvudstaden Ottawa. Carcross ligger 659 meter över havet och antalet invånare är 446.
Terrängen runt Carcross är bergig österut, men västerut är den kuperad. Carcross ligger nere i en dal. Trakten runt Carcross är nära nog obefolkad, med mindre än två invånare per kvadratkilometer..